# Vrápenec jižní
Vrápenec jižní, též vrápenec středozemský (Rhinolophus euryale), je druh netopýra z čeledi vrápencovití (Rhinolophidae).
Je rozšířen v oblasti Středomoří, Balkánu, Severní Afriky a Blízkého východu.

## Popis
Hlava a tělo jsou obvykle 43 až 58 mm dlouhé s 22–30 mm ocasem. Rozpětí křídel je od 300 do 320 mm se standardní hmotností mezi 8 až 18 g. Velikostí je mezi vrápencem malým a vrápencem velkým.
Srst je nadýchaná se slabě šedým základem. Zádová část je šedě hnědá, někdy se slabým načervenalým nádechem. Spodní část je bělavá nebo žlutobílá.

## Rozšíření
Obvykle obývá teplé, lesní oblasti v předhůří a pohoří, preferuje vápencové oblasti s četnými jeskyněmi a blízkým zdrojem vody. Kolonie a hnízdiště jsou v jeskyních, které sdílejí s ostatními druhy vrápenců. S příbuznými druhy se nemísí.

## Rozmnožování
Není známo mnoho informací o průběhu rozmnožování. V hnízdících koloniích se zdržuje 50 až 400 samic s občasným výskytem samců.

## Lov
Hnízdiště opouštějí během pozdního soumraku. Loví nízko nad zemí na teplých úbočích v relativně hustém stromovém porostu. Loví můry a ostatní drobný hmyz.